# Amor a la mexicana
Amor a la Mexicana (em português: Amor à Mexicana) é o quinto álbum de estúdio da cantora de música pop mexicana Thalía, lançado em 24 de junho de 1997 pela EMI Latin.
Gravado no Crescent Moon Studios, em Miami, com os produtores Emilio Estefan Jr., Kike Santander, Bernardo Ossa, Pablo Flores, Roberto Blades, e Javier Garza, mistura uma variedade de gêneros, como cúmbia, salsa e balada.
O álbum recebeu críticas favoráveis após o seu lançamento e é considerado um dos melhores lançamentos da cantora pois mostra a evolução de Thalía como artista.
Comercialmente, tornou-se um êxito. Entrou no top 10 das paradas musicais Top Latin Albums e Latin Pop Albums, da revista Billboard. Foi certificado duas vezes de platina pela Recording Industry Association of America (RIAA). Tornou-se um de seus álbuns mais vendidos, com mais de 2 milhões de cópias pelo mundo.

## Produção e divulgação
Após o sucesso do álbum anterior, En éxtasis, que vendeu cerca de dois milhões de cópias no mundo, a EMI começou a preparar a produção para o que seria o segundo álbum de estúdio da cantora pela gravadora. Para esse novo trabalho, Emílio Estefan, que produziu o En Éxtasis, foi contratado.
As gravações começaram em 1996 e o investimento para a promoção do álbum foi de cerca de 1,5 milhão de dólares. Inicialmente, seria lançado mundialmente em 1997, mas em alguns países, como o Brasil e a França, foi lançado em 1998. Para a edição brasileira três canções em língua portuguesa foram gravadas e adicionadas como faixas bônus.
Ainda durante a fase de produção, escolheu-se intitular o projeto de Mujer Latina, mas a cantora rejeitou a ideia, segundo ela: "Queriam que esse disco chamasse Mujer Latina, como é o título de uma das canções, porém preferi que se chamasse Amor a la Mexicana, pois em nenhuma parte do mundo encontramos gente tão amorosa, com muita fé e vontade viver. Esse é nosso amor".
Apesar do desejo pelo título, na França, o álbum se chamou Por Amor e continha a famosa edição remix de «Amor a La Mexicana», que recebeu videoclipe gravado no deserto, e o remix brasileiro "Hitmaker" de «Piel Morena».
Thalía visitou muitos países para promover seu álbum, a saber: Porto Rico, Venezuela, Itália, França, Filipinas, Alemanha, Bélgica, Equador, Argentina, Brasil, Chile, China, Reino Unido, El Salvador, Bolívia, Espanha, Portugal, Indonésia, Líbano, Finlândia, Áustria e Estados Unidos.

## Singles
- "Amor a la Mexicana": primeiro single do álbum. Lançado no dia 29 de junho de 1997. O videoclipe da canção mostra Thalía num bar com vestimentas típicos do México. Tornou-se um de seus maiores sucessos e alcançou a posição de número 3 na principal parada mexicana.
- "Por Amor": segundo single do álbum, seu videoclipe foi lançado em duas versões dirigidas por Gustavo Garzon. Na versão original do álbum e na versão "Primera Vez Remix", ambas exibidas no final de 1997.
- "Mujer Latina": terceiro single. Na Europa foi lançado como Vengo! Vengo! (Mujer Latina). Possuí dois videoclipes e foi dirigido por Gustavo Garzon. Remixes oficiais das músicas são: Zero Radio Mix (3:53); Euro Mix (3:11); Spirit Mix (3:38) e Zero Club Mix (6:23). O ex- jogador de rugby Kenny Logan realizou um samba para "Mujer Latina" na popular série de TV britânica Strictly Come Dancing em 2007.[9]
- "Noches Sin Luna ": quarto single. No CD brasileiro, uma versão em português da música foi incluída como faixa bônus.
- "Ponle Remedio": lançado em 1998 e apresentado em programas de televisão e estações de rádios como propaganda.
- "Es Tu Amor": sexto single, foi incluído na trilha sonora do filme Ever After. Thalia apresentou a música ao vivo durante os shows e se apresentou em vários eventos.
- "De Dónde Soy ": lançado apenas na Espanha e na América Latina. Uma versão em português da música, «De onde sou», foi incluída na edição brasileira do álbum.
- "Dicen Por Ahí": lançado na mesma época de "De Dónde Soy" como rádio e single físico promocional. A música foi executada na novela de Thalia, Rosalinda.
- "Echa Pa'lante": lançado como o último single, foi incluído na trilha sonora do filme Dance with Me , e foi apresentada na novela de Thalia, Rosalinda.

## Recepção crítica
| Críticas profissionais | Críticas profissionais |
| Avaliações da crítica  | Avaliações da crítica  |
| Fonte                  | Avaliação              |
| ---------------------- | ---------------------- |
| Allmusic               | [ 2 ]                  |

O álbum foi elogiado por críticos musicais. 
Jason Birchmeier, do site AllMusic, deu ao álbum quatro estrelas de cinco e chamou a produção de "excelente". Escreveu que as canções fluem naturalmente e tem "letras atraentes e cativantes", sendo as melhores delas as que foram produzidas por Kike Santander e Emilio Estefan Jr. Segundo ele, o disco tem "muito poucos, se algum, momentos maçantes" e pode ser considerado o melhor álbum da carreira da cantora. Conclui escrevendo que Amor a la Mexicana é um álbum atemporal.

## Desempenho comercial
O álbum alcançou grande sucesso em diversos mercados, incluíndo América Latina, EUA, Filipinas, Espanha, França e outros países europeus. Na Espanha, as vendas aumentaram de 10.000 para 150.000 cópias após a visita da cantora ao país, onde participou de diversos programas de televisão. Em 1998, o álbum vendeu 93.000 unidades na Argentina e, posteriormente, foi certificado com dupla platina, representando mais de 120.000 cópias vendidas. No Chile, até o ano 2000, Amor a la Mexicana já havia ultrapassado 70.000 cópias vendidas e está listado como um dos álbuns mais vendidos no país. No Brasil, as vendas alcançaram 50.000 cópias, segundo edição da revista Contigo!, de 1998.
De acordo com a revista Billboard, as vendas globais do álbum são estimadas em múltiplos milhões. Em reportagem publicada em 12 de outubro de 2003, o jornal The New York Times afirmou que o álbum tem as maiores vendas da discografia da cantora, com 1,3 milhões de cópias no mundo todo. No entanto, essa informação entra em conflito com dados fornecidos pela EMI, que declarou que o álbum Arrasando, de 2000, vendeu mais de 1,5 milhões de cópias, o que faria deste último o álbum mais vendido de Thalía. Ainda assim, a revista Cinemania reportou que as vendas de Amor a la Mexicana superam 2 milhões de cópias, corroborando as estimativas da Billboard.

## Lista de faixas
| N.º            | Título               | Compositor(es)                                                 | Duração |  |
| 1.             | "Por Amor"           | Kike Santander                                                 | 3:55    |  |
| 2.             | "Noches sin luna"    | Santander, Miguel Jose Velasquez                               | 3:59    |  |
| 3.             | "Mujer latina"       | Santander                                                      | 3:38    |  |
| 4.             | "Amor a la Mexicana" | Mario Pupparo                                                  | 4:25    |  |
| 5.             | "Rosas"              | Héctor Martínez, Pupparo                                       | 4:36    |  |
| 6.             | "Echa pa'lante"      | Emilio Esfefan Jr., Javier Garza, Pablo Flores, Roberto Blades | 3:52    |  |
| 7.             | "Ponle remedio"      | Blades                                                         | 4:09    |  |
| 8.             | "Es tu amor"         | Santander                                                      | 4:38    |  |
| 9.             | "De dónde soy"       | Karla Aponte, Cesar Lemos                                      | 3:57    |  |
| 10.            | "Dicen por ahí"      | Aureo Baqueiro                                                 | 3:57    |  |
| Duração total: | Duração total:       | Duração total:                                                 | 41:17   |  |

| Faixas bônus da edição brasileira |                                    |                                      |         |  |
| N.º                               | Título                             | Compositor(es)                       | Duração |  |
| 11.                               | "Menino lindo" (Menina linda)      | Luciano Sotelino                     | 4:11    |  |
| 12.                               | "De onde sou" (De Donde Soy)       | Carla Aponet, Cesar Lemos            | 3:56    |  |
| 13.                               | "Noites Sem Lua" (Noches sin luna) | Kike Santander, Migel Jose Velasquez | 3:57    |  |

| Faixas bônus da edição europeia |                                               |                |         |  |
| N.º                             | Título                                        | Compositor(es) | Duração |  |
| 11.                             | "Amor a la Mexicana" (Cuca's Fiesta Edit Mix) | Mario Pupparo  | 3:46    |  |
| 12.                             | "Por amor" (Primera Vez Remix)                | Kike Santander | 4:39    |  |
| 13.                             | "Mujer Latina" (Remix España)                 | Kike Santander | 3:53    |  |

| Relançamento estadunidense (2005) |                                          |                |         |  |
| N.º                               | Título                                   | Compositor(es) | Duração |  |
| 11.                               | "Amor a la Mexicana" (Emilio Mix)        | Mario Pupparo  | 3:59    |  |
| 12.                               | "Por amor" (Primera Vez Remix)           | Kike Santander | 4:39    |  |
| 13.                               | "Mujer Latina" (Remix España)            | Kike Santander | 3:53    |  |
| 14.                               | "Amor a la Mexicana" (Cuca's Fiesta Mix) | Mario Pupparo  | 6:44    |  |

| Por Amor (edição francesa) |                                               |                                                                |         |  |
| N.º                        | Título                                        | Compositor(es)                                                 | Duração |  |
| 1.                         | "Amor a la Mexicana" (Cuca's Fiesta Edit Mix) | Mario Pupparo                                                  | 3:46    |  |
| 2.                         | "Por amor"                                    | Kike Santander                                                 | 3:56    |  |
| 3.                         | "Piel Morena" (Hitmakers Radio Edit)          | Kike Santander                                                 | 3:54    |  |
| 4.                         | "Noches sin luna"                             | Kike Santander, Migel Jose Velasquez                           | 4:00    |  |
| 5.                         | "Mujer Latina"                                | Kike Santander                                                 | 3:38    |  |
| 6.                         | "Rosas"                                       | Héctor Martínez, Mario Pupparo                                 | 4:39    |  |
| 7.                         | "Echa pa'lante"                               | Emilio Esfefan Jr., Javier Garza, Pablo Flores, Roberto Blades | 3:54    |  |
| 8.                         | "Ponle remedio"                               | Roberto Blades                                                 | 4:09    |  |
| 9.                         | "Es tu amor"                                  | Kike Santander                                                 | 4:37    |  |
| 10.                        | "De dónde soy"                                | Karla Aponte, Cesar Lemos                                      | 3:58    |  |
| 11.                        | "Dicen por ahí"                               | Aureo Baqueiro                                                 | 4:00    |  |
| 12.                        | "Amor a la Mexicana"                          | Mario Pupparo                                                  | 4:26    |  |

| Faixa bônus da edição húngara |           |                  |         |  |
| N.º                           | Título    | Compositor(es)   | Duração |  |
| 11.                           | "Marimar" | Viviana Pimstein | 3:20    |  |

## Desempenho nas tabelas musicais
| Chart (1997)               | Posição |
| -------------------------- | ------- |
| Billboard Top Latin Albums | 6       |
| Billboard Latin Pop Albums | 2       |
| Espanha (Promusicae)       | 22      |
| Grécia (IFPI Grécia)       | 5       |
| Hungria (MAHASZ)           | 7       |

## Certificações e vendas
| Região                                                                                                  | Certificação | Vendas/distribuição |
| --- | ------------ | ------------------- |
| Argentina (CAPIF)                                                                                       | 2× Platina   | 120,000^            |
| Brasil                                                                                                  | —            | 50,000              |
| Chile (IFPI Chile)                                                                                      | 3× Platina   | 70,000^             |
| Colombia ( ASINCOL)                                                                                     | —            | 14,638^             |
| Espanha (Promusicae)                                                                                    | 2× Platina   | 200,000^            |
| EUA (RIAA)                                                                                              | 2× Platina   | 200,000^            |
| Filipinas                                                                                               | Platina      | 40,000^             |
| Grécia (IFPI Grécia)                                                                                    | Ouro         | 10,000^             |
| México (AMPROFON))                                                                                      | Ouro         | 140,000^            |
| Resumos                                                                                                 |              |                     |
| América Latina                                                                                          | —            | 500,000             |
| Mundo                                                                                                   | —            | 2,000,000           |
| *números de vendas baseados somente na certificação ^números de vendas baseados somente na certificação |              |                     |

## Turnê
Amor a la Mexicana Tour foi a terceira turnê mundial da cantora Thalía, para divulgar seu quinto álbum de inéditas em carreira solo: Amor a la Mexicana. 
Durante 1998, Thalía visitou diversos países da América Latina para promover seu novo disco assim como seus grandes sucessos. 
A turnê passou por países como Argentina, Guatemala e México. 
Apesar do Brasil não estar na rota de shows da cantora, ela veio ao país e desfilou no carnaval do Rio de Janeiro, sendo destaque na escola de samba Imperatriz Leopoldinense.
Devido ao grande sucesso na Argentina, Thalía fez três apresentações sold out no Luna Park.
O seguinte repertório representa o show realizado no Casino Conrad, em Punta del Este, no dia 30 de janeiro de 1998. Não representa necessariamente o repertório do restante da turnê.
1. "Intro" (contém elementos de "Un Pacto entre los Dos")
2. "Medley": 
  1. "Fuego cruzado"
  2. "Amarillo azul"
  3. "En la Intimidad"
3. "Te Quiero Tanto"
4. "Noches sin luna"
5. "Quiero Hacerte el Amor"
6. "Bésame Mucho"
7. "Viaje tiempo atrás"
8. "Gracias a Dios"
9. "Amándote"
10. "Ponle Remedio"
11. "Medley":
  1. "Maria Mercedes"
  2. "Marimar"
  3. "Maria la del Barrio"
12. "Por amor"
13. "Amor a la mexicana"
14. "Piel Morena" (Hitsmakers Remix)

Datas
| América Latina        |                     |             |                                       |
| 24 de janeiro de 1998 | León                | México      | Palenque Feria León 98                |
| 30 de janeiro de 1998 | Punta del Este      | Uruguai     | Casino Conrad                         |
| 28 de março de 1998   | Texcoco             | México      | Palenque Feria Texcoco 98             |
| 15 de maio de 1998    | Buenos Aires        | Argentina   | Luna Park                             |
| 16 de maio de 1998    | Buenos Aires        | Argentina   | Luna Park                             |
| 17 de maio de 1998    | Buenos Aires        | Argentina   | Luna Park                             |
| 19 de maio de 1998    | Rosário             | Argentina   | Estádio Marcelo Bielsa                |
| 29 de maio de 1998    | Cidade da Guatemala | Guatemala   | Tikal Futura                          |
| 30 de maio de 1998    | San Salvador        | El Salvador | Gimnasio Nacional (cancelado)         |
| 31 de maio de 1998    | San Pedro Sula      | Honduras    | Estádio Francisco Morazán (cancelado) |
| 19 de julho de 1998   | Assunção            | Paraguai    | Estádio Manuel Ferreira               |